# Liste tschechischer Komponisten klassischer Musik
Alphabetische Liste tschechischer und böhmischer Komponisten klassischer Musik.

## A
- Jan Josef Abert (1832–1915)
- Vladimír Ambros (1890–1956)

## B
- Josef Bárta (1744–1787)
- Lubor Bárta (1928–1972)
- František Bartoš (1905–1973)
- Jan Zdeněk Bartoš (1908–1981)
- Antonín František Bečvařovský (1754–1823)
- Franz Benda (1709–1786)
- Johann Georg Benda (1713–1752)
- Jan Blahoslav (1523–1571)
- Josef Blatný (1891–1980)
- Pavel Blatný (1931–2021)
- Vilém Blodek (1834–1874)
- Pavel Bořkovec (1894–1972)
- Theodor Bradsky (1833–1881)
- František Xaver Brixi (1732–1771)
- Jan Josef Brixi (1711–1762)
- Šimon Brixi (1693–1735)
- Viktorín Ignác Brixi (1716–1803)
- Emil František Burian (1904–1959)

## C
- Josef Čapek (1825–1915)
- Samuel Capricornus (1628–1665)
- Ludvík Vítězslav Čelanský (1870–1931)
- Bohuslav Matej Černohorský (1684–1742)
- František Chaun (1921–1981)
- Osvald Chlubna (1893–1971)

## D
- Václav Dobiáš (1909–1978)
- František Domažlický (1913–1997)
- Jaroslav Doubrava (1909–1960)
- Radim Drejsl (1923–1953)
- Alexander Dreyschock (1818–1869)
- V. R. Dubsky (1871–1950)
- František Xaver Dušek (1731–1799)
- František Josef Dusík (1765–n. 1816)
- Jan Ladislav Dusík (bekannter unter dem Nachnamen Dussek; 1760–1812)
- Kateřina Veronika Anna Dusíková (1769–1833)
- Jiří Dvořáček (1928–2000)
- Antonín Dvořák (1841–1904)

## E
- Petr Eben (1929–2007)

## F
- Jindřich Feld (1925–2007)
- Jiří Julius Fiala (1892–1974)
- Joseph Fiala (1748–1816)
- Zdeněk Fibich (1850–1900)
- Jan Fila (* 1982)
- Luboš Fišer (1935–1999)
- Jan Frank Fischer (1921–2006)
- Oldřich Flosman (1925–1998)
- Josef Bohuslav Foerster (1859–1951)
- Julius Fučík (1872–1916)

## G
- Čestmír Gregor (1926–2011)
- Adalbert Gyrowetz (1763–1850)

## H
- Pavel Haas (1899–1944)
- Alois Haba (1893–1973)
- Jan Hanuš (1915–2004)
- Antonín Vojtěch Horák (1875–1910)
- Karel Horký (1909–1988)

## J
- Leoš Janáček (1854–1928)
- Karel Boleslav Jirák (1891–1972)
- Ivo Jirásek (1920–2004)
- Jiří Jaroch (1920–1986)

## K
- Miloslav Kabeláč (1908–1979)
- Viktor Kalabis (1923–2006)
- Jiří Kalach (1934–2008)
- Johann Wenzel Kalliwoda (1801–1866)
- Vítězslava Kaprálová (1915–1940)
- Johann Friedrich Kittl (1806–1868)
- Jan Klusák (* 1934)
- Marek Kopelent (1932–2023)
- Jan Antonín Koželuh (1738–1814)
- Leopold Antonín Koželuh (1747–1818)
- Iša Krejčí (1904–1968)
- Josef Krejčí (1821–1881)
- Miroslav Krejčí (1891–1964)
- Jaroslav Křička (1882–1969)
- Franz Vinzenz Krommer (1759–1831)
- Jan Křtitel Krumpholtz (1742–1790)
- Otomar Kvěch (1950–2018)

## L
- Václav Lídl (1922–2004)
- Johann Anton Losy von Losinthal (um 1645–1721)
- Ivana Loudová (1941–2017)
- Štěpán Lucký (1919–2006)

## M
- Bohuslav Martinů (1890–1959)
- Josef Matěj (1922–1992)
- Adam Václav Michna z Otradovic (1600–1676)
- Ignaz Moscheles (1794–1870)
- Josef Mysliveček (1737–1781)

## N
- Oskar Nedbal (1874–1930)
- Franz Xaver Neruda (1843–1915)
- Johann Baptist Georg Neruda (1707–1780)
- Vítězslav Novák (1870–1949)
- Adalbert Nudera (1748–1811)

## P
- Arnošt Parsch (1936–2013)
- Jiří Pauer (1919–2007)

## R
- Antonín Reicha (1770–1836)
- Jaroslav Řídký (1897–1956)
- Vojtěch Říhovský (1871–1950)
- Jiří Růžička (1932–2003)

## S
- Josef Seger (1716–1782)
- Zdeněk Šesták (* 1925)
- František Škvor (1898–1970)
- Luboš Sluka (* 1928)
- Bedřich Smetana (1824–1884)
- Jaroslav Smolka (1933–2011)
- Martin Smolka (* 1959)
- Vladimír Sommer (1921–1997)
- Johann Stamitz (1717–1757)
- Josef Suk (1874–1935)
- Milan Svoboda (* 1951)

## T
- Václav Jan Křtitel Tomášek (1774–1850)
- Václav Trojan (1907–1983)

## V
- Miloš Vacek (1928–2012)
- Jan Křtitel Vanhal (1739–1813)
- Česlav Vaňura (1694–1736)
- Boleslav Vomáčka (1887–1965)
- Jan Václav Voříšek (1791–1825)
- Sláva Vorlová (1894–1973)

## W
- Jaromír Weinberger (1896–1967)

## Z
- Jan Zach (1713–1773)
- Jan Dismas Zelenka (1679–1745)